# 조유진 (가수)
조유진(1977년 7월 5일~)은 대한민국의 가수이다. 4인조 록 밴드 체리필터의 멤버이기도 하다.

## 학력
- 서인천고등학교
- 상명대학교 영어교육과

## 방송 출연
- 2016년 MBC 《미스터리 음악쇼 복면가왕》 - 이상한 나라의 앨리스(참가자)
- 2021년 tvN 《코미디빅리그》사이코러스 <특별출연>

## 싱글
- 2017년 완벽한 아내 OST Part.1